# Jack Okey
John „Jack“ Clark Okey (* 3. Juni 1889 in Los Angeles, Kalifornien; † 8. Januar 1963 in Hollywood, Kalifornien) war ein US-amerikanischer Art Director und Szenenbildner.

## Leben
Jack Okey begann Mitte der 1920er Jahre als Art Director bei Filmproduktionen Hollywoods, war erstmals an der Erstellung des Films The White Moth (1924) von Maurice Tourneur beteiligt und wirkte an der Erstellung von über 100 Filmen mit.
Bei der Oscarverleihung im November 1930 war er erstmals für einen Oscar für das beste Szenenbild nominiert und zwar für Cilly (1929). Eine zweite Nominierung für den Oscar erhielt er 1946 mit Albert S. D’Agostino, Darrell Silvera und Claude E. Carpenter für Experiment in Terror (Experiment Perilous, 1944).
Okey, der auch Architekt der 1936 eröffneten Filmstudios von Alexander Korda in Denham war, schuf außerdem die Szenenbilder für Jagd auf James A. (1932), Die 42. Straße (1933), Ist das Leben nicht schön? (1946) sowie Goldenes Gift (1947) und arbeitete dabei mit Filmregisseuren wie John Francis Dillon, Mervyn LeRoy, Lloyd Bacon, Frank Capra und Jacques Tourneur zusammen.

## Filmografie (Auswahl)
- 1924: The White Moth
- 1929: Cilly
- 1929: Die Insel der verlorenen Schiffe (The Isle of Lost Ships)
- 1930: Start in die Dämmerung (The Dawn Patrol)
- 1931: Spätausgabe (Five Star Final)
- 1931: The Last Flight
- 1931: Safe in Hell
- 1932: Union Depot
- 1932: Einsame Herzen (The Purchase Price)
- 1932: So Big
- 1932: Badenix (You Said a Mouthful)
- 1932: Die große Pleite (The Crash)
- 1932: Jagd auf James A. (I Am a Fugitive from a Chain Gang)
- 1933: Lilly Turner
- 1933: Die 42. Straße (42nd Street)
- 1933: Der Detektiv und die Spielerin (Private Detective 62)
- 1933: Der Boß ist eine schöne Frau (Female)
- 1933: Spätere Heirat ausgeschlossen (Ex-Lady)
- 1934: Wonder Bar
- 1934: Nebel über Frisco (Fog Over Frisco)
- 1934: Madame Dubarry (Madame Du Barry)
- 1934: Liebe ohne Zwirn und Faden (Fashions of 1934)
- 1934: Ein schwerer Junge (The St. Louis Kid)
- 1934: Flirtation Walk
- 1935: Stadt an der Grenze (Bordertown)
- 1942: Das Dschungelbuch (Jungle Book)
- 1943: Higher and Higher
- 1944: Experiment in Terror (Experiment Perilous)
- 1944: None But the Lonely Heart
- 1946: Die Wendeltreppe (The Spiral Staircase)
- 1946: Ist das Leben nicht schön? (It’s a Wonderful Life)
- 1947: Goldenes Gift (Out of the Past)
- 1951: Hard, Fast and Beautiful
- 1951: Gangster (The Racket)
- 1952: Kampf um den Piratenschatz (Blackbeard the Pirate)